# Ansan
Ansan (în coreeană 안산시) este un oraș din Coreea de Sud.